# BBCニュースライン
『BBCニュースライン』（ビービーシーニュースライン）は、2005年4月から2010年3月28日までびわ湖放送で夕方と夜に放送されていたスポットニュース番組である。2009年3月27日までは金曜日に本番組の拡大版『BBCニュースライン・フライデー』が放送されていた。一部のニュース素材を除いてハイビジョン制作。
後番組は『ニュースCATCH』で、『フライデー』の後番組は『ニュースワイドCATCH』。

## 放送時間
いずれも番組終了時の放送時間。 

### BBCニュースライン
- 月曜日 21:54 - 22:00
- 火曜日 21:54 - 22:00
- 水曜日 22:49 - 22:55
- 木曜日 21:54 - 22:00
- 土曜日 18:00 - 18:10、21:54 - 22:00
- 日曜日 18:00 - 18:10、22:48 - 22:54
- この他、年末年始には自社制作の夕方ワイド番組が休止（通常はワイド番組内にニュースが内包）となるため、代替として本番組が夕方に5分間放送されていた。その際には次の番組へステーションブレイク無しで接続していた。
- 土曜日と日曜日の放送は、2007年9月まで『TXNニュース』をテレビ東京からネット受けした後に放送されていた。

### BBCニュースライン・フライデー
- 金曜日 21:54 - 22:25

## 番組の流れ
5分間（日曜夕方の放送では10分間）のストレートニュース方式で、ニュースを2本程度放送。オープニング→CM30秒→ニュース→CM30秒→エンディングという流れで進行していた。日曜日の放送ではニュースの量が増え、天気予報を伝える時間も設けていた。
30分番組である『フライデー』にはストレートニュースのほかに、一週間のニュースを振り返るコーナーや特集コーナーなどがあった。

## キャスター
- 牧田もりかつ（月曜日・木曜日担当）
- 橘秀明（火曜日・水曜日担当）
- 南あずさ（月曜日 - 金曜日担当）
- 藤川恭子（土曜日担当）
- 山本愛子（日曜日担当）
- 塩山雄基（年末年始時期担当）